# Schulgeschichte (Deutschland)
Dieser Artikel beschäftigt sich mit der Geschichte des Schulunterrichts im heutigen Deutschland.

## Geschichte

### Klosterschulen im Mittelalter

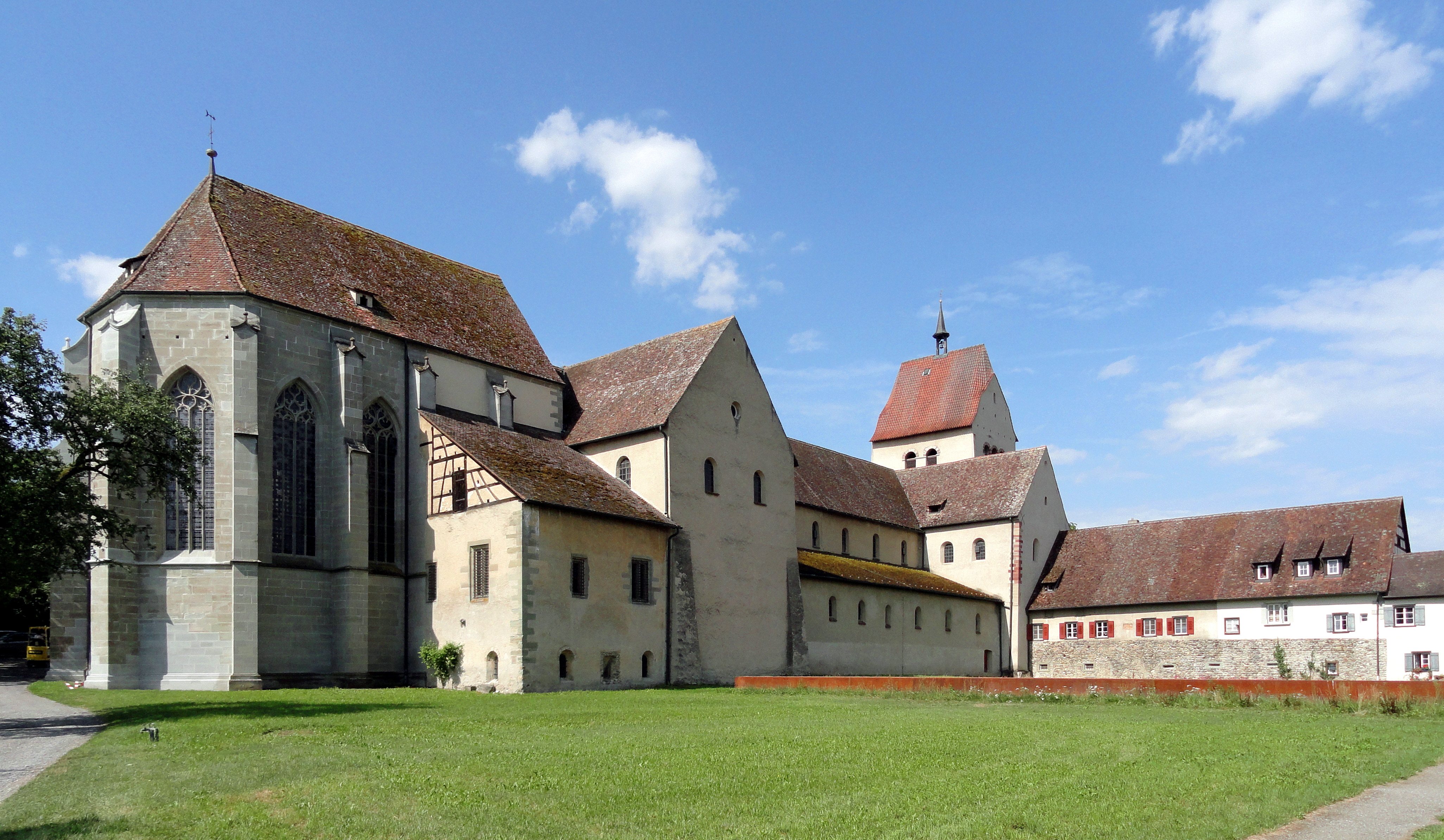
Kloster Reichenau

Seit der Spätantike etablierte sich in der Auseinandersetzung mit der heidnischen Überlieferung die römisch-katholische Kirche als Bildungsträger, die die antiken Artes liberales in den Dienst der Glaubensverkündigung stellte. Gelehrte wie Cassiodor und Boethius konservierten von Italien aus das Wissen der Antike z. B. in den Klosterbibliotheken, und das gelehrte Mönchtum verbreitete sich über Europa bis nach Irland und Schottland (Lindisfarne). Von dort kamen im 7. und 8. Jahrhundert iroschottische Missionare und gründeten im heutigen deutschsprachigen Raum erste Klöster im Bodenseeraum, Elsass (Kloster Surbourg) und Bayern, die einen Schulunterricht einrichteten. Berühmte Klosterschulen und Lehrer waren in St. Gallen, auf der Insel Reichenau (Walahfried Strabo) und in Fulda (Hrabanus Maurus), in Lorsch (Richbod), Prüm (Markward) und Echternach (Willibrord) zu finden. Mit der Unterwerfung der damaligen Sachsen unter Karl dem Großen wurde auch der norddeutsche Raum missioniert und mit Kloster- und Domschulen (Münster, Paderborn, Reichsabtei Herford, Corvey) versehen.

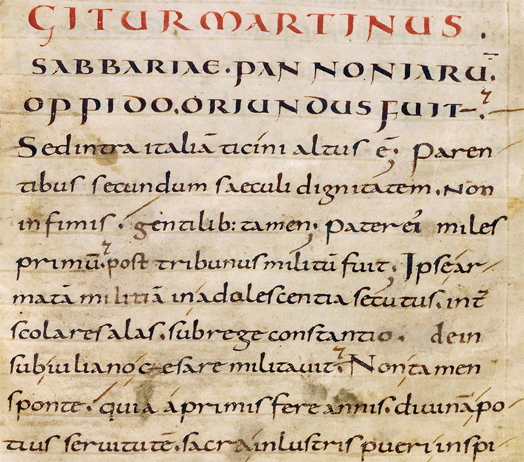
Neue Schrift Karolingische Minuskel

Die Klosterschulen differenzierten sich mit der Zeit in innere und äußere Schulen. Während die innere Schule junge Mönche und Nonnen ausbildete, unterrichtete die äußere Schule Laienkinder, zunächst viele junge Adelige. Der Unterricht wurde in lateinischer Sprache gehalten, um die Bibel, die Messtexte sowie die Gesangstexte lesen zu können. Mathematik spielte für das Ausrechnen der Feiertagstermine eine Rolle, etwa den Ostertermin. Außerdem lag der Fokus des höheren Unterrichts auf den Septem artes liberales, den sieben freien Künsten: Das sogenannte Trivium, also die sprachlich-logischen Fächer, umfasste Grammatik, Rhetorik und Dialektik, das Quadrivium, die mathematischen Fächer, Geometrie, Arithmetik, Musik und Astronomie. Karl der Große gründete im Zuge der Karolingischen Renaissance an den königlichen Sitzen eine Hofakademie sowie viele Schulen. Unter diesen entwickelte sich ab dem 10. Jahrhundert durch die ottonische Bildungsreform ein Netz mit regem Austausch der Lehrer und Studenten, etwa um die Domschule von Lüttich oder die von Bamberg (Meinhard, Ezzo), in Sachsen die Domschule Hildesheim unter Bernward von Hildesheim.

### Stadt- und Winkelschulen

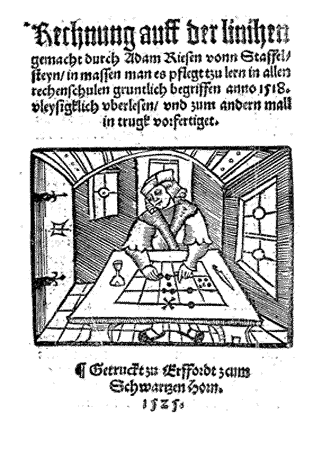
Rechnen mit Adam Ries(e)

Ab dem 13. Jahrhundert etablierten sich in den wachsenden Städten neben den Klosterschulen mehr Dom-, Stifts- und Pfarrschulen zur Klerikerausbildung sowie städtische Schulen für die eher praktischen Zwecke der Bürger. Die lehrenden Personen waren nicht länger nur Mönche und Nonnen, sondern auch weltliche Lehrer. Auch die Unterrichtssprache wandelte sich teilweise vom Lateinischen zum Deutschen. Die Unterrichtsmethode blieb weiterhin hart. Wenig angesehen waren zwar die sogenannten Winkelschulen, private Einrichtungen, in denen sich oft nur gering gebildete Lehrer und Kleriker mit Erlaubnis des Stadtmagistrats als Lehrer betätigten. Doch hier entstanden die Regeln für den einfachen Unterricht im Rechnen wie bei Adam Ries, die auch Mädchen erlernten. Auf die neu gebildeten Universitäten (zuerst Heidelberg 1368) bereiteten weiterhin höhere Schulen der Kirche und Städte vor. Für die Führungspositionen im Staat oder die ärztliche Tätigkeit wurde ein Studium von Jura oder Medizin immer wichtiger.

### Schule im Zeitalter von Reformation und Aufklärung

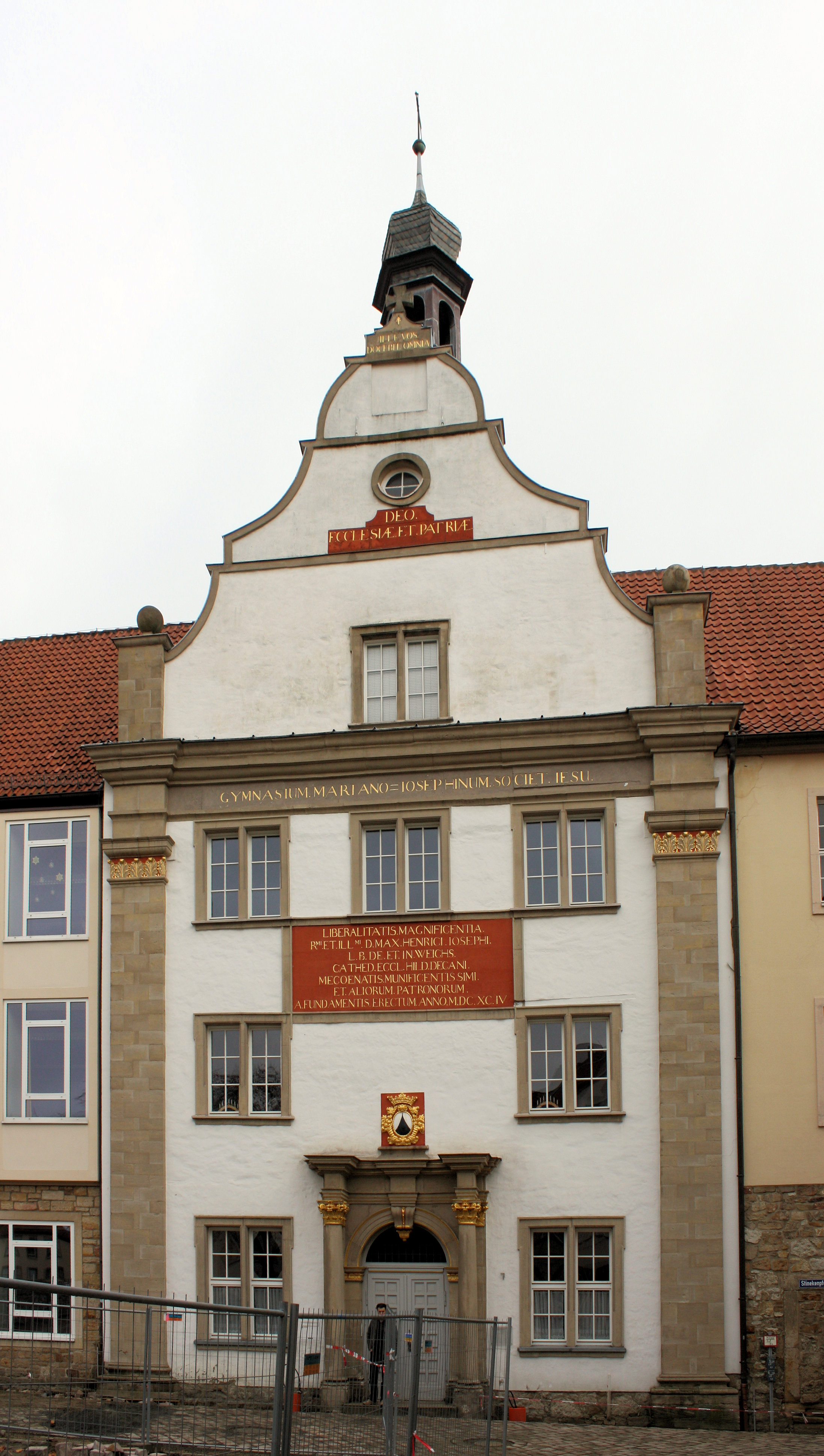
Eingang zur Jesuitenschule Hildesheim (17./18. Jh.)

Mit der Reformation erweiterte sich der Wille, dass möglichst viele die Bibel lesen können sollten. Daher wurden viele protestantische Schulen und Gelehrtenschulen mit den „drei heiligen Sprachen“ eingerichtet. Der neue Praeceptor Germaniae wurden Luthers Freund Philipp Melanchthon und in Norddeutschland Johannes Bugenhagen. Diese verbanden den Humanismus mit dem protestantischen Glauben. An die Stelle der Kloster- traten nunmehr Fürstenschulen (zuerst ab 1543 in Naumburg und Meißen), die eine Verwaltungselite für die vielen Territorien ausbildeten. Auf katholischer Seite übernahmen dies die Jesuitenschulen, die ab 1550 über ganz Europa gegründet wurden. Hinzu kamen viele neue Universitäten, die sich als Landesuniversitäten der meist protestantischen fürstlichen Territorien verstanden und deren Konfession vertraten. Das katholische Gegenstück waren die Jesuitenhochschulen, etwa in Ingolstadt.
Nach dem Dreißigjährigen Krieg mit seiner Verrohung errichteten in nicht wenigen Orten lokaler Adel und Geistlichkeit ein Dorfschulnetz auch zum Rückgewinn sozialer Disziplin.
Im weiteren Verlauf des 17. Jahrhunderts entwickelte sich ein dem Humanismus konträres Bildungsideal, der Realismus, den die Aufklärung vielfach unterstützte, der aber zunächst noch wenig gegen das vorherrschende religiöse Denken ausrichtete. Im deutschen Raum wurden Realia wie Geschichte oder Naturwissenschaften in den Bildungsplan teilweise aufgenommen. Die einfachen Schulen (Lehre von Religion, Rechnen, Lesen) wurden allmählich vermehrt, erste Gedanken für eine allgemeine Schulpflicht wurden z. B. in Preußen unter dem Soldatenkönig laut, aber kaum durchgesetzt. Aus dieser Zeit stammt auch die Formel des Böhmen Johann Comenius „omnes omnia omnino“ (alle alles gründlich lehren). Er plädierte in der Theorie für ein vierstufiges Schulsystem und die Große Unterrichtslehre (Didactica magna), die allen Kindern Zugang zur Bildung ermöglichen sollte.

### Mehrgliedriges Schulsystem im 19. Jahrhundert

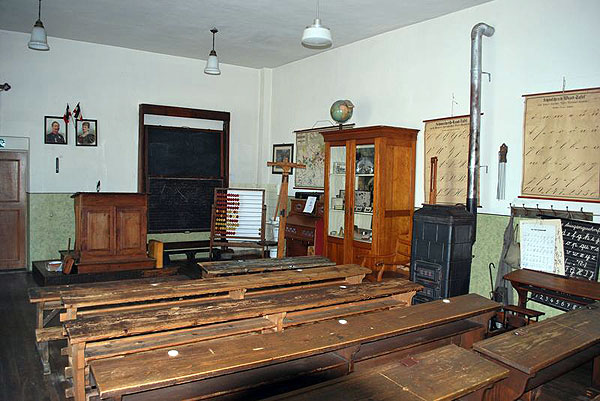
Klassenraum im 19. Jahrhundert

Zu Beginn des 19. Jahrhunderts begann sich das dreigliedrige Schulsystem zu etablieren. Ein Haupttrend wurde bis heute die Bildungsexpansion auf allen Ebenen, der Analphabetismus verschwand langsam. Für das Ende des 18. Jahrhunderts wird die Schülerzahl an „gelehrten Schulen“ in Preußen auf ca. 16 000 Jungen geschätzt. Hundert Jahre später waren es etwa 150 000, 1930 bereits 300 000 Schüler und nun auch Schülerinnen. Erziehung und Pädagogik gingen unter dem Eindruck von Pestalozzi und Rousseau auf das Kind zu, um es kindgemäß auf das kommende Leben vorzubereiten. Schrittmacher waren Adolph Diesterweg für die Volksschule und Friedrich Fröbel für den neuen Kindergarten vor der Schule. In Preußen setzten sich Reformer wie Wilhelm von Humboldt für eine Bildungsreform ein (Königsberger Schulplan), ohne überall erfolgreich zu sein. Für die Vorbereitung auf ein Hochschulstudium wurde eine obligatorische Abiturprüfung für die Gymnasien verordnet, in denen noch die alten Sprachen völlig dominierten. Die Lehrerausbildung wurde reguliert, getrennt nach den Schulformen. Als weniger fordernde Alternative wurden immer mehr Real- oder Mittelschulen gegründet, die auf ein bürgerliches Leben in Wirtschaft, Gewerbe und Verwaltung vorbereiten sollten. Auch entstanden erste reine Mädchenschulen. Die früher privat bzw. von der Kirche geführten Volksschulen wurden zusehends direkt vom Staat statt von Kirchgemeinden betrieben, die Schulpflicht immer mehr durchgesetzt; so waren im Jahr 1816 45 % der Schulpflichtigen an Schulen angemeldet, 1846 schon 60 %. Im Kaiserreich ab 1871 wurde langsam die Vorherrschaft der alten Sprachen im Hochschulzugang infrage gestellt, Realgymnasien kamen auf und wurden im Jahr 1900 mit den humanistischen Gymnasien weitgehend gleichberechtigt. Auch konnten Mädchen regulär das Abitur ablegen, der Schultyp Lyzeum (Wien 1892, Karlsruhe 1893) wurde geschaffen, weil sie als Lehrerinnen und Ärztinnen gebraucht wurden.

### Schule in Weimarer Republik und Nationalsozialismus

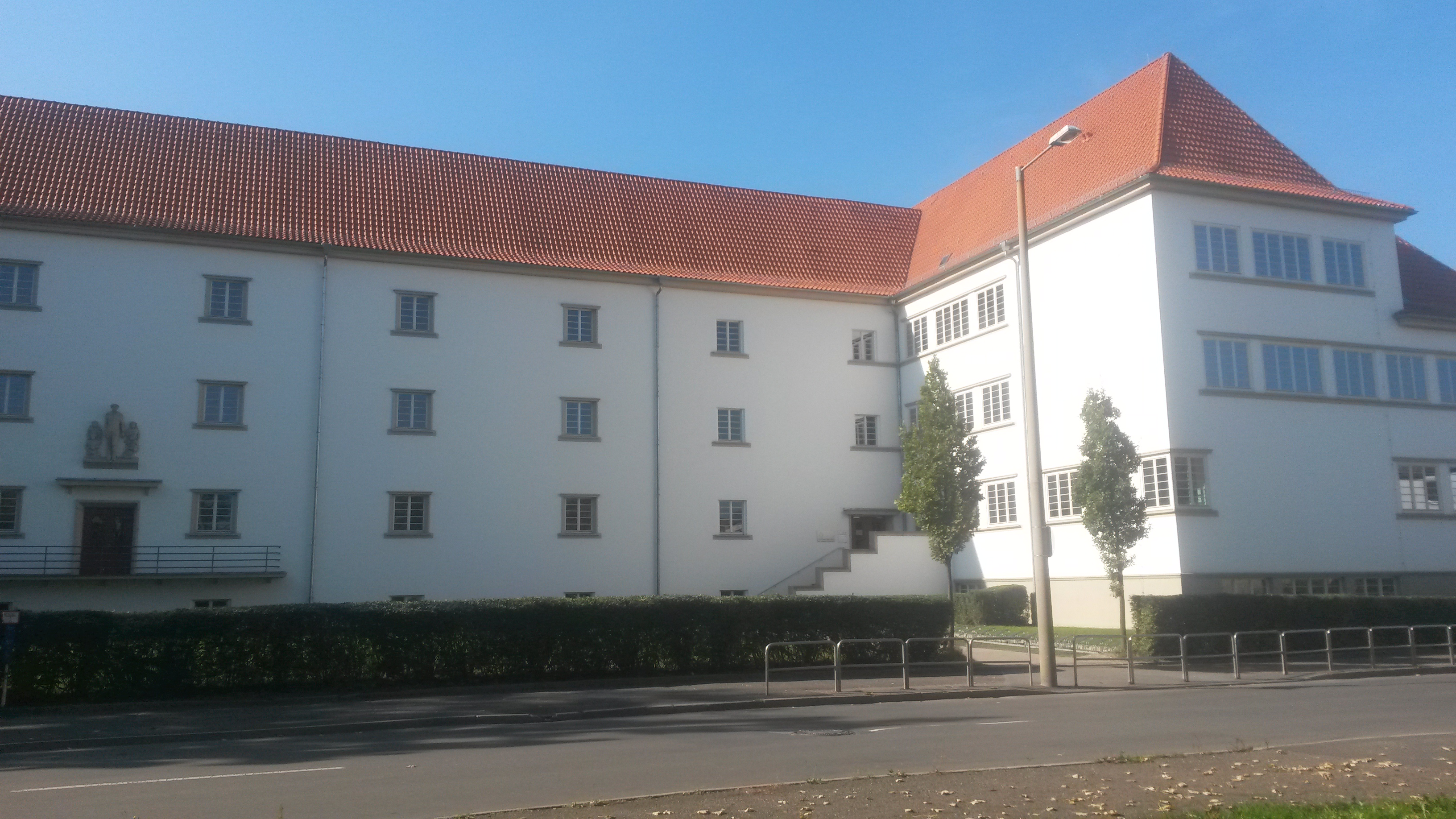
Gebäude der Jenaplanschule in Jena

Durch das Reichsgrundschulgesetz von 1920 wurde die vierjährige Grundschule vereinheitlicht, sodass die privaten, kostenpflichtigen Vorschulen wegfielen. Da diese nur drei Jahre gedauert hatten, verlängerte sich die Schulzeit bis zum Abitur im Normalfall auf 13 Jahre. Konflikte in der regierenden Weimarer Koalition verhinderten eine weitergehende Schulreform auf Reichsebene, die in die Bildungshoheit der Länder eingegriffen hätte. Dies verhinderte eine Neuregelung der Lehrerbildung für die Volksschulen, indem sie nicht überall an akademische Hochschulen verlagert wurde. Hygieneregeln wurden durchgesetzt. Eine besondere Schulform entstand in der Heil- bzw. Sonderpädagogik für körperlich (Blindenschule, Gehörlosenschule etc.) und geistig behinderte Kinder. Neben dem staatlichen Schulsystem bot die Reformpädagogik alternative Schulformen an, blieb aber ein Randphänomen. Dazu gehörten die Waldorfschule, die Jenaplanschule und die Montessorischule, in Internatsform das Landerziehungsheim.

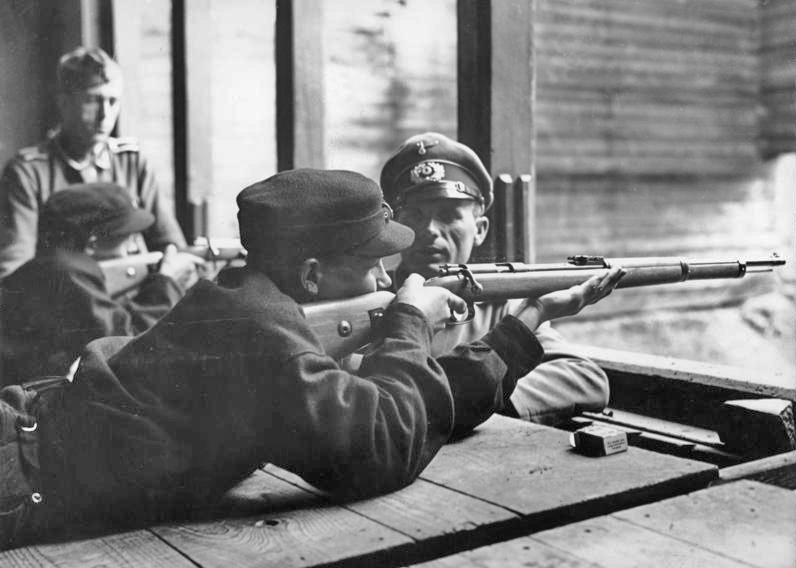
Schießunterricht in der Hitlerjugend

In der Zeit des Nationalsozialismus brachte das Reichserziehungsministerium das Schulsystem in eine reichseinheitliche Struktur, etwa eine Verkürzung der Schulzeit (Abitur) auf 12 Jahre; auch der Inhalt und der Lehrkörper wandelten sich unter ideologischer Einflussnahme des Staates. Die Erziehung im Nationalsozialismus förderte Rassismus und Antisemitismus im Unterricht, Juden wurde der Schulbesuch und die Lehre Schritt für Schritt verboten. Den Unterricht unterbrachen die Anforderungen der Hitlerjugend bzw. des BDM mit einer vormilitärischen Wehrausbildung. Im Zweiten Weltkrieg wurden viele Schulen zerstört und die Kinder zu Kriegsaufgaben herangezogen (Flakhelfer). In Verbindung mit dem Schulausfall nach Flucht und Vertreibung entstand vielfach eine erhebliche Bildungslücke.

### Schule in der DDR

Schulsystem in der DDR

Anders als in der BRD wurde das Schulwesen in der DDR ab 1949 streng zentralisiert und dem Ministerium für Volksbildung unterstellt. Die Inhalte folgten marxistisch-leninistischen Vorgaben, politisch Andersdenkende wurden häufig benachteiligt. Mit dem sogenannten Einheitsschulgesetz wurde die achtjährige Einheitsschule eingeführt. An sie schloss sich die vierjährige Oberschule für das Abitur an bzw. die zweijährige Mittelschule. Im Jahr 1959 erließ die DDR das Gesetz über die sozialistische Entwicklung des Schulwesens. Pflicht waren nun die zehn Klassen der Polytechnischen Oberschule. Danach schloss sich die Erweiterte Oberschule (EOS) an, die zwei Jahren zum Abitur führte; bis 1981 begann der Unterricht an der EOS bereits nach der 8. Klasse. Weiterhin gab es die dreijährige Berufsausbildung mit Abitur. Ein weiterer Unterschied zum westdeutschen Schulsystem: Ende der 1970er Jahre führte die Regierung in den Klassen 9 und 10 den Wehrunterricht ein. Auch Polytechnischer Unterricht war eine Besonderheit, Religionsunterricht gab es nicht, statt Englisch- wurde allen Russischunterricht erteilt. In der DDR wurden zentrale schriftliche Prüfungen abgehalten.
Nach dem Mauerfall wurde das mehrgliedrige Schulsystem der BRD übernommen, das Abitur nach zwölf Jahren jedoch teilweise beibehalten.

### Schule in der Bundesrepublik

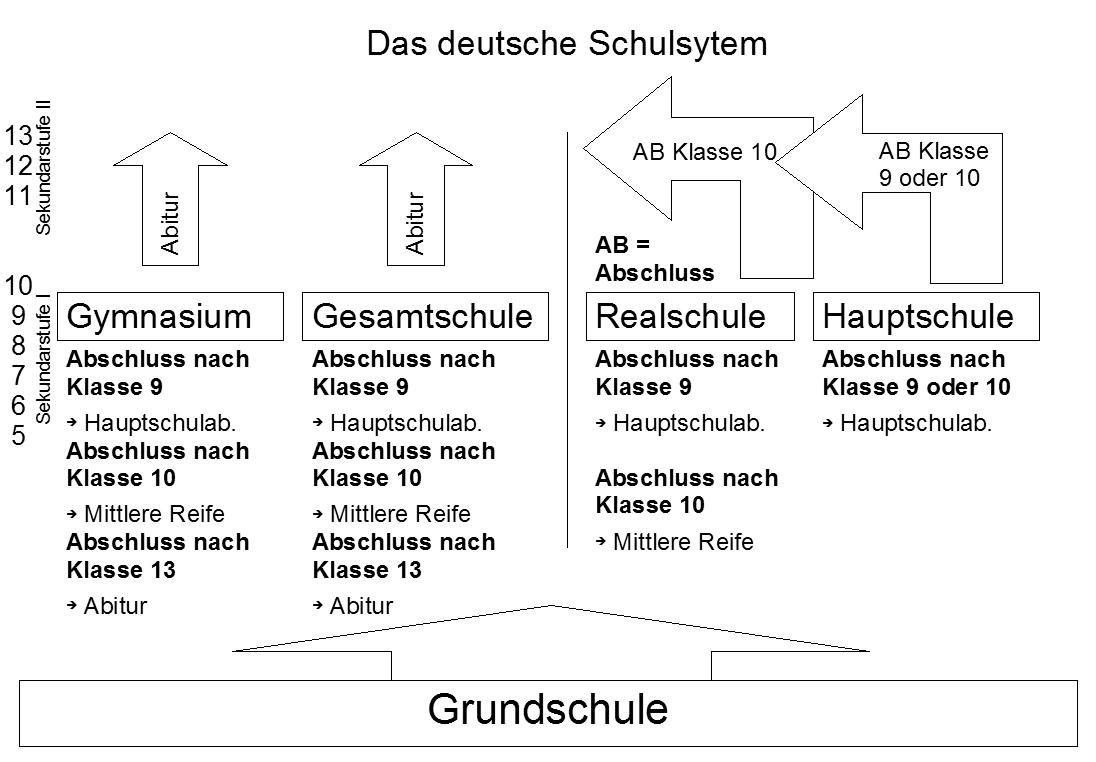
Das Deutsche Schulsystem heute

Nach Ende des Zweiten Weltkrieges blieb das in den Schulabschlüssen bis heute bestehende dreigliedrige Schulsystem bestehen (Grundschule (ab 1964 statt Volksschule), Hauptschule, Realschule, Gymnasium). Die Bildungshoheit erhielten wieder die Länder, Konfessionsschulen und konfessionelle Lehrerseminare bestanden fort. Anders als in der DDR waren kirchliche und Privatschulen zugelassen. Allerdings wurde 1948 die Kultusministerkonferenz (KMK) gegründet, die bei überregionalen Themen Gemeinsamkeiten ermöglicht, beispielsweise bei der Vergleichbarkeit von Zeugnissen. Eine Vereinheitlichung der Schultypen und Abschlüsse schuf 1964 das Hamburger Abkommen. Weitere Abkommen über die Gymnasiale Oberstufe und die Gesamtschule folgten. Insgesamt verschwand die Schulform der Hauptschule allmählich (außer in Bayern). In der Abiturprüfung setzte sich fast überall ein Zentralabitur durch, wenn auch noch nicht in bundesweiter Form. Die Inklusion von Förderschülern wurde eine neue Herausforderung. Inzwischen ist das Zwei-Säulen-Modell fast in allen Bundesländern bis auf Bayern und Hessen eingeführt worden. Strittig wurde der erforderliche Grad von Digitalisierung im Bildungswesen, die lange Zeit nicht genügend finanziert wurde. Eine kulturelle Vielfalt machte sich in den Schulen bemerkbar, auch weil inzwischen über 40 % der Schüler einen Migrationshintergrund aufweisen.